# Darevskia bendimahiensis
Darevskia bendimahiensis là một loài thằn lằn trong họ Lacertidae. Loài này được Schmidtler, Eiselt & Darevsky miêu tả khoa học đầu tiên năm 1994.